# Porzeczanie
Porzeczanie – historyczna grupa etnograficzna zamieszkująca obszar południowego pobrzeża Warty (lewy brzeg), dokładnie od ujścia Prosny po ujście rzeki Lutyni.
Tę lokalną grupę ludności wyróżnili etnografowie w XIX wieku. Publikacja z 1964 roku podawała, że po tej dawnej grupie zanikły już wszelkie ślady.
Ich sąsiadami byli Taśtacy.